# 北海道の分領支配
北海道の分領支配（ほっかいどうのぶんりょうしはい）は、明治2年（1869年）7月から明治4年（1871年）8月まで、開拓使が管轄する北海道を諸藩、士族、庶民の志願者に分割して支配させた体制のことである。

## 分領支配の開始
明治の初め、新政府内部では、蝦夷地の開拓と北方防備の必要を説く意見が盛んだった。しかし現実には予算人員とも不足して事業を起こせる状態ではなかった。そこで、諸藩に振り分けて開拓させる制度を設けた。
明治2年（1869年）7月22日に、「蝦夷地開拓のことは、先般の御下問にもあった通り、今後諸藩士族庶民に至るまで、志願次第を申し出た者に相応の地を割譲し、開拓を仰せ付ける」（現代文訳）という布告を出したのが、分領支配の制度的開始である。これ以後、団体・個人に個別に土地が分与された。なお、この時点でまだ日本には近代的な土地所有制度が確立していないので、布告の表現からは割譲地の性格が読み取れないが、幕藩体制の延長のような領有支配を意味する。

## 分領支配の条件
開拓に際しては、個別の許可に際して条件が付けられた。おおよそ以下のような条件が共通する。
1. 百姓、町人など差別なく自由に移住させる
2. 既存住民と土人を差別しない（ここで土人とは、アイヌを指す）
3. 政府から経費は一切出さない
4. 政事と刑賞との大事、隣接地との関係事項については伺いを立てる
5. 課税は自由だが、移出入の運上金は別

## 分領支配の実態
分領支配に関与したのは、1省・1府・24藩・2華族・8士族・2寺院の計38であった。他に、開拓使の直轄領と、開拓使の管轄外にある館藩（松前藩の後進）があった。諸藩の多くは財政難で熱意がなく、約3分の1が受領前に返上を願い出ており、受領した藩も予備調査や官吏の派遣だけにとどまったところが大半であった。
開拓に熱心だったのは、仙台藩・斗南藩・佐賀藩の3藩と、仙台藩の伊達邦成・伊達邦直・片倉邦憲、徳島藩の稲田邦植のような士族に限られた。彼らは分領廃止後もそれぞれの居住地で開拓を継続した。他に、松前藩時代から北海道に縁があった東本願寺が、室蘭と札幌を結ぶ本願寺道路の開設に力を尽くした。
兵部省は、会津降伏人を北海道に移住させる計画を立て、部分的に実施に移してから開拓使に管轄を遷した。東京府は、府下の貧窮者を移住させる計画で根室を領有したが、現地の松本十郎開拓判官の反対にあって、すぐに断念した。

## 分領支配の廃止
以上のように、分領支配下の開拓は、全般に低調であった。そのため、廃藩置県の直後、明治4年（1871年）8月にこの制度を廃止して、館県を除く全土を直轄地にした。

## 所領一覧
1869年9月20日（明治2年8月15日）に設置された11国86郡で示す。所領返上の欄に○を付したものは1871年10月4日（明治4年8月20日）の分領支配終了まで領有。特記以外は開拓使直轄領。
| 国名   | 郡名                                 | 領主     | 領有開始                  | 所領返上                  |
| ------ | ------------------------------------ | -------- | ------------------------- | ------------------------- |
| 後志国 | 久遠郡、奥尻郡                       | 福岡藩   | 1869年（明治2年）8月28日  | ○                         |
| 後志国 | 太櫓郡、瀬棚郡                       | 兵部省   | 1869年（明治2年）9月14日  | 1870年（明治3年）1月5日   |
| 後志国 | 太櫓郡、瀬棚郡                       | 斗南藩   | 1870年（明治3年）1月5日   | ○                         |
| 後志国 | 歌棄郡                               | 斗南藩   | 1870年（明治3年）1月5日   | ○                         |
| 後志国 | 島牧郡                               | 弘前藩   | 1869年（明治2年）9月19日  | ○                         |
| 後志国 | 島牧郡                               | 鳥取藩   | 1869年（明治2年）12月2日  | ○                         |
| 後志国 | 島牧郡                               | 佛光寺   | 1869年（明治2年）12月3日  | ○                         |
| 後志国 | 島牧郡                               | 岡山藩   | 1870年（明治3年）2月2日   | 1871年（明治4年）5月3日   |
| 後志国 | 磯谷郡                               | 米沢藩   | 1869年（明治2年）9月14日  | ○                         |
| 後志国 | 磯谷郡                               | 五島盛明 | 1869年（明治2年）9月14日  | 1871年（明治4年）3月28日  |
| 後志国 | 高島郡、小樽郡                       | 兵部省   | 1869年（明治2年）9月14日  | 1870年（明治3年）1月5日   |
| 胆振国 | 山越郡                               | 兵部省   | 1869年（明治2年）9月14日  | 1870年（明治3年）1月5日   |
| 胆振国 | 山越郡                               | 斗南藩   | 1870年（明治3年）1月5日   | ○                         |
| 胆振国 | 虻田郡                               | 大泉藩   | 1869年（明治2年）9月7日   | 1870年（明治3年）9月      |
| 胆振国 | 虻田郡                               | 伊達邦成 | 1871年（明治4年）3月14日  | ○                         |
| 胆振国 | 有珠郡                               | 伊達邦成 | 1869年（明治2年）8月25日  | ○                         |
| 胆振国 | 室蘭郡                               | 石川邦光 | 1869年（明治2年）9月12日  | 1870年（明治3年）5月27日  |
| 胆振国 | 室蘭郡                               | 伊達邦成 | 1870年（明治3年）5月27日  | ○                         |
| 胆振国 | 室蘭郡                               | 片倉邦憲 | 1870年（明治3年）5月27日  | ○                         |
| 胆振国 | 幌別郡                               | 片倉邦憲 | 1869年（明治2年）9月12日  | ○                         |
| 胆振国 | 白老郡                               | 一関藩   | 1869年（明治2年）8月17日  | ○                         |
| 胆振国 | 勇払郡、千歳郡                       | 高知藩   | 1869年（明治2年）8月20日  | ○                         |
| 日高国 | 沙流郡                               | 仙台藩   | 1869年（明治2年）11月24日 | ○                         |
| 日高国 | 沙流郡                               | 彦根藩   | 1869年（明治2年）11月24日 | ○                         |
| 日高国 | 新冠郡                               | 徳島藩   | 1869年（明治2年）8月19日  | 1871年（明治4年）3月15日  |
| 日高国 | 新冠郡                               | 稲田邦植 | 1871年（明治4年）3月15日  | ○                         |
| 日高国 | 静内郡                               | 増上寺   | 1869年（明治2年）9月3日   | 1870年（明治3年）10月10日 |
| 日高国 | 静内郡                               | 稲田邦植 | 1870年（明治3年）10月15日 | ○                         |
| 日高国 | 浦河郡、様似郡                       | 鹿児島藩 | 1869年（明治2年）8月28日  | 1869年（明治2年）10月     |
| 石狩国 | 石狩郡                               | 兵部省   | 1869年（明治2年）8月20日  | 1870年（明治3年）1月8日   |
| 石狩国 | 夕張郡                               | 高知藩   | 1869年（明治2年）8月20日  | ○                         |
| 石狩国 | 樺戸郡、雨竜郡                       | 山口藩   | 1869年（明治2年）8月28日  | ○                         |
| 石狩国 | 空知郡                               | 伊達邦直 | 1869年（明治2年）10月9日  | ○                         |
| 石狩国 | 空知郡                               | 伊達宗広 | 1869年（明治2年）10月9日  | ○                         |
| 石狩国 | 空知郡                               | 亘理胤元 | 1869年（明治2年）11月14日 | ○                         |
| 石狩国 | 浜益郡                               | 増上寺   | 1870年（明治3年）10月10日 | ○                         |
| 天塩国 | 増毛郡、留萌郡                       | 山口藩   | 1869年（明治2年）8月28日  | ○                         |
| 天塩国 | 苫前郡、天塩郡、中川郡、上川郡       | 水戸藩   | 1869年（明治2年）8月17日  | ○                         |
| 北見国 | 利尻郡                               | 水戸藩   | 1869年（明治2年）8月17日  | ○                         |
| 北見国 | 礼文郡、枝幸郡                       | 金沢藩   | 1869年（明治2年）8月28日  | 1870年（明治3年）6月19日  |
| 北見国 | 宗谷郡                               | 金沢藩   | 1870年（明治3年）1月      | 1870年（明治3年）6月19日  |
| 北見国 | 紋別郡                               | 和歌山藩 | 1869年（明治2年）8月29日  | 1870年（明治3年）8月      |
| 北見国 | 常呂郡                               | 広島藩   | 1869年（明治2年）8月28日  | 1870年（明治3年）10月     |
| 北見国 | 網走郡、斜里郡                       | 名古屋藩 | 1869年（明治2年）8月28日  | 1870年（明治3年）6月19日  |
| 十勝国 | 広尾郡、当縁郡                       | 鹿児島藩 | 1869年（明治2年）8月28日  | 1869年（明治2年）10月     |
| 十勝国 | 広尾郡、当縁郡                       | 徳川慶頼 | 1870年（明治3年）1月9日   | ○                         |
| 十勝国 | 上川郡、中川郡、河東郡、十勝郡       | 静岡藩   | 1869年（明治2年）8月28日  | ○                         |
| 十勝国 | 河西郡                               | 鹿児島藩 | 1869年（明治2年）8月28日  | 1869年（明治2年）10月     |
| 十勝国 | 河西郡                               | 徳川茂栄 | 1870年（明治3年）1月9日   | ○                         |
| 釧路国 | 足寄郡、白糠郡、阿寒郡               | 兵部省   | 1869年（明治2年）9月14日  | 1870年（明治3年）1月8日   |
| 釧路国 | 足寄郡、白糠郡、阿寒郡               | 福山藩   | 1870年（明治3年）5月3日   | 1871年（明治4年）6月      |
| 釧路国 | 釧路郡、川上郡、厚岸郡               | 佐賀藩   | 1869年（明治2年）8月17日  | ○                         |
| 釧路国 | 網尻郡                               | 広島藩   | 1869年（明治2年）8月28日  | 1870年（明治3年）10月     |
| 根室国 | 花咲郡（志古丹）                     | 増上寺   | 1869年（明治2年）12月10日 | 1870年（明治3年）10月10日 |
| 根室国 | 花咲郡（志古丹）                     | 稲田邦植 | 1870年（明治3年）10月15日 | ○                         |
| 根室国 | 花咲郡（志古丹以外）、根室郡、野付郡 | 東京府   | 1870年（明治3年）6月17日  | 1870年（明治3年）10月9日  |
| 根室国 | 標津郡、目梨郡                       | 熊本藩   | 1869年（明治2年）8月28日  | 1871年（明治4年）3月14日  |
| 根室国 | 標津郡、目梨郡                       | 仙台藩   | 1871年（明治4年）5月12日  | ○                         |
| 千島国 | 国後郡                               | 久保田藩 | 1869年（明治2年）8月29日  | ○                         |
| 千島国 | 択捉郡                               | 彦根藩   | 1869年（明治2年）9月17日  | ○                         |
| 千島国 | 振別郡                               | 佐賀藩   | 1869年（明治2年）12月10日 | 1870年（明治3年）5月      |
| 千島国 | 振別郡                               | 仙台藩   | 1870年（明治3年）5月      | ○                         |
| 千島国 | 紗那郡                               | 仙台藩   | 1869年（明治2年）10月9日  | ○                         |
| 千島国 | 蘂取郡                               | 高知藩   | 1869年（明治2年）12月10日 | 1870年（明治3年）2月      |
| 千島国 | 蘂取郡                               | 仙台藩   | 1870年（明治3年）5月      | ○                         |

備考
- この時期に一貫して開拓使直轄領だった地域
  - 渡島国 上磯郡、茅部郡、亀田郡
  - 後志国 寿都郡、岩内郡、古宇郡、積丹郡、美国郡、古平郡、余市郡、忍路郡
  - 日高国 三石郡、幌泉郡
  - 石狩国 札幌郡、厚田郡、上川郡
- この時期に一貫して館藩領だった地域
  - 渡島国 爾志郡、檜山郡、津軽郡、福島郡